# Recent Researches in the Music of the Baroque Era
Recent Researches in the Music of the Baroque Era ist eine Editionsreihe mit Musik des Barock, die seit 1964 erscheint. Derzeitiger General Editor ist Steven Saunders. Ihr erster Band war das Werk Judicium Salomonis (Das Urteil des Salomon) von Marc-Antoine Charpentier.

## Inhaltsübersicht
- 1. Marc-Antoine Charpentier. Judicum Salomonis
- 2. Georg Philipp Telemann. Forty-eight Chorale Preludes
- 3. Johann Caspar von Kerll. Missa Superba
- 4.–5. Jean-Marie Leclair. Sonatas for Violin and Basso Continuo: Opus 5
- 6. Ten Eighteenth-Century Voluntaries
- 7.–8. William Boyce. Two Anthems for the Georgian Court
- 9. Giulio Caccini. Le Nuove musiche
- 10–11. Jean-Marie Leclair. Sonatas for Violin and Basso Continuo: Opus 9; Opus 15
- 12. Johann Ernst Eberlin. Te Deum, Dixit Dominus, Magnificat
- 13. Gregor Aichinger. Cantiones Ecclesiasticae
- 14.–15. Giovanni Legrenzi. Cantatas and Canzonets for Solo Voice
- 16. Giovanni Francesco Anerio and Francesco Soriano. Two Settings of Palestrina's Missa Papae Marcelli
- 17. Giovanni Paolo Colonna. Messe a nove voci concertata con stromenti
- 18. Michel Corrette. Premier livre d'orgue and Nouveau livre de noels
- 19. Maurice Greene. Voluntaries and Suites for Organ and Harpsichord
- 20. Giovanni Antonio Piani. Sonatas for Violin Solo and Violoncello With Cembalo
- 21.–22. Marin Marais. Six Suites for Viol and Thoroughbass
- 23.–24. Dario Castello. Selected Ensemble Sonatas
- 25. A Neapolitan Festa a Ballo and Selected instrumental Ensemble Pieces
- 26. Antonio Vivaldi. The Manchester Violin Sonatas
- 27. Louis-Nicolas Clérambault. Two Cantatas for Soprano and Chamber Ensemble
- 28. Giulio Caccini. Nuove musiche e nuova maniera di scriverle (1614)
- 29.–30. Michel Pignolet de Montéclair. Cantatas for One and Two Voices
- 31. Tomaso Albinoni. Twelve Cantatas, Opus 4
- 32.–33. Antonio Vivaldi. Cantatas for Solo Voice
- 34. Johann Kuhnau. Magnificat
- 35. Johann Stadlmayr. Selected Magnificats
- 36–37. Jacopo Peri. Euridice: An Opera in One Act, Five Scenes
- 38. Francesco Severi. Salmi passaggiati (1615)
- 39. George Frideric Handel. Six Concertos for the Harpsichord or Organ (Walsh's Transcriptions, 1738)
- 40. The Brasov Tablature (Brasov Music Manuscript 808): German Keyboard Studies, 1680–1684
- 41. John Coprario. Twelve Fantasias for Two Bass Viols and Organ and Eleven Pieces for Three Lyra Viols
- 42. Antonio Cesti. Il Pomo d'oro: Music for Acts III and V from Modena, Biblioteca Estense, Ms. Mus. E. 120
- 43. Tomaso Albinoni. Pimpinone: Intermezzi comici musicali
- 44.–45. Antonio Lotti. Duetti, terzetti, e madrigali a piu voci
- 46. Matthias Weckmann. Four Sacred Concertos
- 47. Jean Gilles. Requiem (Messe des morts)
- 48. Marc-Antoine Charpentier. Vocal Chamber Music
- 49. Spanish Art Song in the Seventeenth Century
- 50. Jacopo Peri. Le Varie musiche and Other Songs
- 51.–52. Tomaso Albinoni. Sonatas and Suites, Opus 8, for Two Violins, Violoncello, and Basso Continuo
- 53. Agostino Steffani. Twelve Chamber Duets
- 54.–55. Gregor Aichinger. The Vocal Concertos
- 56. Giovanni Battista Draghi. Harpsichord Music
- 57. Concerted Sacred Music of the Bologna School
- 58. Jean-Marie Leclair. Sonatas for Violin and Basso Continuo, Opus 2
- 59. Isabella Leonarda. Selected Compositions
- 60.–61. Johann Schelle. Six Chorale Cantatas
- 62. Denis Gaultier. La Rhétorique des Dieux
- 63. Marc-Antoine Charpentier. Music for Molière's Comedies
- 64.–65. Georg Philipp Telemann. Don Quichotte auf der Hochzeit des Comacho: Comic Opera-Serenata in One Act
- 66. Henry Butler. Collected Works
- 67.–68. John Jenkins. The Lyra Viol Consorts
- 69. Keyboard Transcriptions from the Bach Circle
- 70. Melchior Franck. Geistliche Gesäng und Melodeyen
- 71. Georg Philipp Telemann. Douze solos, à violon ou traversiere
- 72. Marc-Antoine Charpentier. Nine Settings of the Litanies de la Vierge
- 73. The Motets of Jacob Praetorius II
- 74. Giovanni Porta. Selected Sacred Music from the Ospedale della Pietà
- 75. Fourteen Motets from the Court of Ferdinand II of Hapsburg
- 76. Jean-Marie Leclair. Sonatas for Violin and Basso Continuo, Opus 1
- 77. Antonio Bononcini. Complete Sonatas for Violoncello and Basso Continuo
- 78. Christoph Graupner. Concerti Grossi for Two Violins
- 79. Paolo Quagliati. Libro primo de' madrigali a quattro voci
- 80. Melchior Franck. Dulces Mundani Exilij Deliciae
- 81. Late-Seventeenth-Century English Keyboard Music
- 82. Solo Compositions for Violin and Viola da gamba with Basso Continuo
- 83. Barbara Strozzi. Cantate, ariete a una, due e tre voci, Opus 3
- 84. Charles-Hubert Gervais. Super flumina Babilonis
- 85. Henry Aldrich. Selected Anthems and Motet Recompositions
- 86. Lodovico Grossi da Viadana. Salmi a quattro cori
- 87. Chiara Margarita Cozzolani. Motets
- 88. Élisabeth Jacquet de La Guerre. Cephale et Procris
- 89. Sébastien Le Camus. Airs à deux et trois parties
- 90. Thomas Ford. Lyra Viol Duets
- 91. Dedication Service for St. Gertrude's Chapel, Hamburg, 1607
- 92. Johann Klemm. Partitura seu tabulatura italica
- 93. Giovanni Battista Somis. Sonatas for Violin and Basso Continuo, Opus 3
- 94. John Weldon. The Judgment of Paris
- 95.–96. Juan Bautista Comes. Masses
- 97. Sebastien Knüpfer. Lustige Madrigalien und Canzonetten
- 98. Stefano Landi. La morte d'Orfeo
- 99. Giovanni Battista Fontana. Sonatas for One, Two, and Three Parts with Basso Continuo
- 100. Georg Philipp Telemann. Twelve Trio Sonatas
- 101. Fortunato Chelleri. Keyboard Music
- 102. Johann David Heinichen. La Gara degli Dei
- 103. Johann David Heinichen. Diana su l’Elba
- 104. Alessandro Scarlatti. Venere, Amore e Ragione: Serenata a 3
- 105. Songs with Theorbo (ca. 1650–1663)
- 106. Melchior Franck. Paradisus Musicus
- 107. Heinrich Ignaz Franz Biber. Missa Christi resurgentis
- 108. Johann Ludwig Bach. Motets
- 109., 110. Giovanni Rovetta. Messa, e salmi concertati, op. 4 (Venice 1639), Part 1 (109); Part 2 (110)
- 111. Johann Joachim Quantz. Seven Trio Sonatas
- 112. Petits motets from the Royal Convent School at St.-Cyr
- 113. Isabella Leonarda. Twelve Sonatas, Opus 16
- 114. Rudolph di Lasso. Virginalia Eucharistica
- 115. Giuseppe Torelli. Concerti musicali, Opus 6
- 116. Nicola Francesco Haym. Complete Sonatas, Part 1
- 117. Nicola Francesco Haym. Complete Sonatas, Part 2
- 118. Benedetto Marcello. Il pianto e il riso delle quattro stagioni
- 119. Loreto Vittori. La Galatea
- 120-23. William Lawes. Collected Vocal Music, Parts 1-4
- 124. Marco da Gagliano. Madrigals, Part 1
- 125. Johann Schop. Erster Theil newer Paduanen
- 126. Giovanni Felice Sances.
- 127. Thomas Elsbeth. Sontägliche Evangelien
- 128., 129., 130. Giovanni Antonio Rigatti. Messa e salmi, parte concertati
- 131.  Seventeenth-Century Lutheran Church Music with Trombones
- 132. Francesco Cavalli. La Doriclea
- 133. Music for Macbeth
- 134. Domenico Allegri. Music for an Academic Defense (Rome, 1617)
- 135. Jean Gilles. Diligam te, Domine
- 136. Silvius Leopold Weiss. Lute Concerti
- 137. Masses by Alessandro Scarlatti and Francesco Gasparini: Music from the Basilica of Santa Maria Maggiore, Rome
- 138. Giovanni Ghizzolo. Madrigali et arie per sonare et cantare
- 139. Michel Lambert. Airs from  Airs de différents autheurs
- 140. William Babell. Twelve Solos for a Violin or Oboe with Basso Continuo, Book 1
- 141. Giovanni Francesco Anerio. Selva armonica (Rome, 1617)
- 142, 143. Bellerofonte Castaldi. Capricci (1622)
- 144. Georg von Bertouch. Sonatas a 3
- 144. Georg von Bertouch. Sonatas a 3
- 145. Marco da Gagliano. Madrigals, Part 2
- 146. Giovanni Rovetta. Masses
- 147. Giacomo Antonio Perti. Five-Voice Motets for the Assumption of the Virgin Mary
- 148. Giovanni Felice Sances. Motetti a 2, 3, 4, e cinque voci (1642)
- 149. La grand-mére amoureuse, parodie d'Atys: A Marionette Parody of Lully's Atys by Louis Fuzelier and Dorneval from 1726
- 150. Andreas Hammerschmidt. Geistlicher Dialogen Ander Theil
- 151. Georg von Bertouch. Three Sacred Cantatas
- 152. Giovanni Maria Ruggieri. Two Settings of the Gloria
- 153. Alessandro Scarlatti. Concerti sacri, opera seconda
- 154. Johann Sigismund Kusser. Adonis
- 155. John Blow. Selected Verse Anthems
- 156. Anton Holzner. Viretum pierium (1621)
- 157. Alessandro Scarlatti. Venere, Adone, et Amore: Original Version, Naples 1696; and Revised Version, Rome 1706
- 158. Marc-Antoine Charpentier. In nativitatem Domini canticum, H. 416
- 159. Francesco Scarlatti. Six Concerti Grossi
- 160. Charles Avison. Concerto Grosso Arrangements of Geminiani's Opus 1 Violin Sonatas
- 161. Johann David Heinichen. Selected Music for Vespers
- 162. Francesco Gasparini. Cantatas with Violins, Part 1
- 163. Francesco Gasparini. Cantatas with Violins, Part 2
- 164. Antoine de Boësset. Sacred Music, Part 1
- 165. Antoine de Boësset. Sacred Music, Part 2
- 166. Andreas Hammerschmidt. Selections from the Gespräche (1655–56) with Capellen
- 167. Santiago de Murcia. Cifras selectas de guitarra
- 168. Gottfried Heinrich Stölzel. German Te Deum
- 169. Biagio Marini. Compositioni varie per musica di camera, Opus 13
- 170. Santiago Billoni. Complete Works
- 171. Marco da Gagliano. La Flora
- 172. Girolamo Polani. Six Chamber Cantatas for Solo Voice
- 173. Bonifazio Graziani. Motets for Two to Six Voices, Opus 1
- 174. Marco da Gagliano. Madrigals, Part 3
- 175. Alessandro Scarlatti. Solo Serenatas
- 176. John Eccles. Rinaldo and Armida
- 177. Tarquinio Merula. Curtio precipitato et altri capricii (1638)
- 178. Jean Racine's Cantiques spirituels: Musical Settings by Moreau, Lalande, Collasse, Marchand, Duhalle, and Bousset
- 179. Antonio Rodriguez Mata. Passions
- 180. Philippe Courbois. Cantatas for One and Two Voices: Cantates françoises à I et II voix (1710) and the Grande symphonie Version of Dom Quichote (ca. 1728)
- 181. Alessandro Scarlatti. Selected Sacred Music
- 182. Giovanni Maria Ruggieri. Cantatas, Op. 5
- 183. Giovanni Bononcini. Twelve Chamber Sonatas (London, 1732)
- 184. Daniel Eberlin. Four Sacred Cantatas